# Piece of Me
"Piece of Me"는 브리트니 스피어스의 5번째 앨범《Blackout》의 두 번째 싱글이다. Christian Karlsson, Pontus Winnberg, Klas Åhlund가 작곡하였다.
이 곡은 매우 좋은 인기를 얻어 많은 국가들에서 10위권 안의 차트를 기록했으며, 특히 아일랜드와 브라질에서 1위를 차지하였다. 

## 음반 판매량
| 국가           | 등급     | 판매량    |
| -------------- | -------- | --------- |
| 오스트레일리아 | Platinum | 80,000    |
| 벨기에         | Gold     | 7,900     |
| 덴마크         | Platinum | 20,000    |
| 뉴질랜드       | Gold     | 9,500     |
| 영국           | Silver   | 200,000   |
| 미국           | Platinum | 1,730,000 |
| 전 세계        | Platinum | 2,594,000 |